# Stor-Bodtjärnen (Frostvikens socken, Jämtland)
Stor-Bodtjärnen är en sjö i Strömsunds kommun i Jämtland och ingår i Ångermanälvens huvudavrinningsområde. Sjön har en area på 0,0838 kvadratkilometer och ligger 611,8 meter över havet. Sjön avvattnas av vattendraget Sågbäcken.

## Delavrinningsområde
Stor-Bodtjärnen ingår i det delavrinningsområde (716203-147586) som SMHI kallar för Utloppet av Norrsjön. Medelhöjden är 527 meter över havet och ytan är 22,32 kvadratkilometer. Det finns inga avrinningsområden uppströms utan avrinningsområdet är högsta punkten. Sågbäcken som avvattnar avrinningsområdet har biflödesordning 4, vilket innebär att vattnet flödar genom totalt 4 vattendrag innan det når havet efter 257 kilometer. Avrinningsområdet består mestadels av skog (77 procent) och sankmarker (12 procent). Avrinningsområdet har 1,78 kvadratkilometer vattenytor vilket ger det en sjöprocent på 8 procent.